# Умурзакова, Амина Ергожаевна
Амина́ Ергожа́евна Умурза́кова (Ергужинова) (каз. Әмина Ерғожақызы Өмірзақова; 8 марта 1919, Алашская автономия, ныне Абайский район, Абайская область, — 26 сентября 2006, Алма-Ата, Казахстан) — актриса театра и кино, Заслуженный артист Казахской ССР (1958), народная артистка Казахской ССР (1965). Благодаря успешно сыгранным образам матерей в ряде фильмов, актриса стала воплощением образа казахской матери на экране и на сцене. Младшая сестра Каптагая Ергужина.

## Биография

### Детство и юность
Происходит из рода тобыкты племени аргын. Амина Ергожаевна Умурзакова родилась в селе Карауыл в семье колхозника. Вскоре после её рождения скончался отец Ергожа и их семья осталась на попечении старшего брата Каптагая. Тогда условия жизни для семьи были тяжёлые, особенно во время голода 1930-х. Амина Умурзакова вспоминала:

Наша семья выжила только потому, что старший брат, который заменил нам отца, работал в то время на кожевенном заводе. Оттуда его как комсомольца-активиста перевели в Алма-Ату на профсоюзную работу. Он нас всех забрал с собой. Никогда не забуду, как брат приносил в карманах пшеницу, чтобы спасти нас от голода. 
Актёрский талант в Амине Умурзаковой присутствовал всегда. В 1934 году она узнала, что в Ленинграде идёт набор студентов для театрального училища, и решила попытать судьбу. В. В. Меркурьев, возглавлявший приёмную комиссию, увидев Амину Умурзакову, скептически к ней отнёсся, с негодованием подметив её юный возраст. Он попросил её разыграть этюд «пожар», увидев который, приятно удивился и сказал ей: «Будешь, девочка, актрисой». Так Амина Умурзакова поступила в Ленинградский театральный институт имени А. Н. Островского, который окончила в 1938 году.

### Карьера
В 1938 году, после получения диплома, Амина Ергожаевна получила распределение в Чимкентский областной драматический театр, а затем, в том же году, в Казахский государственный академический театр драмы имени М. О. Ауэзова в Алма-Ате, где работала до 1940 года. За это время она сыграла ряд второстепенных ролей в фильмах «Амангельды» режиссёра М. Левина, и «Комсомольск» С. Герасимова.
В 1940 году, незадолго до начала Великой Отечественной войны, многие театры попали под сокращение. Амина Умурзакова, будучи сестрой врага народа, была уволена одной из первых. Её перестали приглашать на пробы, с афиш пропало её имя. Ей пришлось в 1941 году устроиться на киностудию «Казахфильм» монтажницей. За это время Умурзакова сыграла второстепенные роли в таких фильмах, как «Песнь о великане» и «Белая роза».
В 1945 году Г. Л. Рошаль начал снимать картину «Песнь Абая». Он искал актрису для главной роли, матери по имени Толгонай. Заметив обаятельную монтажницу киностудии, он пригласил её на пробы. Среди претенденток были такие актрисы, как Шара Жиенкулова и Нурсулу Табалова. Сценарист М. О. Ауэзов, увидев снимки Амины Умурзаковой, сначала даже возмутился: «Но она же курносая!» Тогда Рошаль закрыл лицо актрисы ладонью, оставив только глаза, и сказал: «Нос будет, а мне нужны её глаза». Позже Умурзакова вспоминала:

Нос мне сделали из специального вещества — гумуса. Разговаривать разрешалось только тогда, когда снимала камера. В остальное время я молчала и целыми днями ходила голодной — иначе на носу появлялись трещины.
В 1945 году по инициативе Н. И. Сац открылся Театр для детей и юношества в Алма-Ате. Амина Умурзакова была приглашена в новый театр и дебютировала в роли Джулии в пьесе У. Шекспира «Два веронца». Умурзакова проработала в этом театре вплоть до выхода на пенсию и сыграла в нём более ста ролей.
Выступая в театре, Амина Умурзакова продолжала сниматься в кино. В период с 1945 по 1963 годы она сыграла ряд ролей в фильмах: «Джамбул» режиссёра Е. Дзигана, «Девушка-джигит» П. Боголюбова, «Крылатый подарок» А. Слободника и Э. Файка, «В одном районе» Ш. К. Айманова и в многих других.
В 1958 году Умурзакова была удостоена звания Заслуженного артиста Казахской ССР.
В 1963 году Амина Умурзакова сыграла главную роль в фильме А. Я. Карпова «Сказ о матери». Эта роль стала одной из самых успешных в карьере актрисы, а фильм — одним из самых успешных работ казахстанского кинематографа. Картина получила Государственную премию КазССР, а Амина Ергожаевна была награждена премией за лучшую женскую роль на Первом всесоюзном кинофестивале в Ленинграде в 1964 году.
После этого, в период с 1963 по 1968 годы, Амина Умурзакова сыграла роли в фильмах «Безбородый обманщик» Ш. К. Айманова, «Самая послушная» режиссёров Б. Абдылдаева и Л. А. Гуревича. В признательность её вклада в развитие киноискусства актриса в 1965 году была удостоена звания народного артиста КазССР.
В 1968 году вышел на экраны фильм Ш. К. Айманова «Ангел в тюбетейке». Амина Умурзакова сыграла в нём главную женскую роль. В картине также сыграл ряд знаменитых актёров советского кино, таких как Б. Римова, Б. А. Тулегенова, Е. Б. Серкебаев и многие другие. Роль в этом фильме вывела Амину Умурзакову в ранг лучших актрис в стране.
В период с 1968 по 1996 годы актриса сыграла более чем в десяти фильмах, в большинстве из которых — в главных ролях. Наиболее известные из них — это «Алые маки Иссык-Куля» режиссёра Б. Шамшиева, «Самые красивые корабли» А. Ниточкина и «Бойся, враг, девятого сына» В. Пусурманова и В. Чугунова, в котором актриса сыграла роль бабушки Еркенже. Большую популярность получила вышедшая на экраны в 1991 году картина А. Чатаевой «Мама Роза», за которую Умурзакова получила приз кинофестиваля «Созвездие» за лучшую роль пожилого человека. В 1996 году Амина Умурзакова сыграла саму себя в биографическом фильме «Амина», снятым её сыном, режиссёром Таласом Умурзаковым. Также актриса дублировала фильмы на казахский язык.

Мавзолей Амины и Камаси Умурзаковых в Алматы на Центральном кладбище

### Последние годы жизни
С 1996 года Амина Умурзакова перестала сниматься в кино. Будучи на пенсии, она продолжала вести активную жизнь: снималась в телепередачах, давала интервью газетам, журналам и телевизионным каналам. Снималась в рекламе, вела на республиканском телевидении детскую программу – aналог «Спокойной ночи, малыши», участвовала во всех кинофорумах, проходивших в Алматы.                          В 1999 году она была награждена орденом Отан, а в 2001-м стала лауреатом премии Тарлан. Скончалась Амина Умурзакова 26 сентября 2006 года в Алматы после продолжительной болезни. Похоронена там же на Центральном кладбище. рядом с мужем

### Семья
Амина Умурзакова — младшая сестра репрессированного в 1938 году заместителя наркома лёгкой промышленности КазССР Каптагая Ергужина. Была замужем за актёром Камаси Умурзаковым (23.02.1913 — 04.08.1965), от которого у них трое детей: два сына Талас (1945 - 2011) свой первый опыт в кино получил в ленте 1958 года "Возвращение на землю" а в 1960 году снялся в роли Фильки фильме Дикая собака Динго и Ескендир и дочь Ляйля Бейсекова

## Творчество

### Роли в кино
Впервые сниматься в кино Амина Умурзакова начала, ещё будучи студенткой Ленинградского института, в 1938 году. В общей сложности к 1943 году она сыграла эпизодические и второстепенные роли в четырёх фильмах: «Комсомольск» С. Герасимова, «Амангельды» М. Левина, «Песнь о великане», и «Белая роза» Е. Арона. Но известность и авторитет Умурзаковой принесла её первая большая роль — Ажар — в фильме «Песни Абая», который появился на экранах в 1945 году. Эта роль примечательна тем, что впервые актриса сыграла одну из главных героинь, и что над фильмом работали такие известные деятели культуры, как Григорий Рошаль, Ефим Арон, Шакен Айманов и Мухтар Ауэзов. Амина Умурзакова стала известна в кругу элиты советского кинематографа.
После этого, в период с 1945 по 1963 годы, Умурзакова сыграла несколько ролей в таких картинах, как «Джамбул» режиссёра Е. Дзигана, «Дочь степей» Ш. Айманов, «Девушка-джигит» П. Боголюбова, «Крылатый подарок» А. Слободника и Э. Файка, «И в шутку, и всерьёз» Г. Дегальцева и Ю. Мингазитдинова.
В 1964 году вышел на экранах фильм «Сказ о матери» режиссёра А. Карпова. Амина Ергожаевна сыграла в этом фильме роль матери, узнавшей о трагической смерти сына на фронте, но нашедшей в себе силы противостоять этому горю и другим тяготам войны. Героиня не умеет читать, но поскольку единственным способом быть в курсе событий является ожидание и чтение писем с фронта, она самообучается и становится почтальоном. Не раз ей приходилось приносить в другие семьи трагические известия, и она брала на себя ношу сострадания матерям, понимая их горе и пытаясь его облегчить. Фильм пришёлся по душе широкой общественности, вследствие чего картина получила Государственную премию КазССР, а Амина Умурзакова — премию за лучшую женскую роль на Первом Всесоюзном кинофестивале в 1964 году, и Государственную премию КазССР имени К. Байсеитовой в 1967-м. Кинокритик Лев Аннинский писал: 

…от характера матери зависело всё: без этого характера фильм мог бы стать плоским, плакатным; благодаря этому характеру он стал поэтичной песней, полный пафоса и человечности. Актёрский успех Умурзаковой, её такт, точность и глубина её трактовки определили глубину всего фильма, сообщили ему чувство правды…
После фильма «Сказ о матери» и вплоть до 1968 года Умурзакова сыграла ряд главных и второстепенных ролей в нескольких фильмах. Среди них наиболее примечательны роль Кюльсун в картине «Самая послушная» режиссёров Б. Абдылдаева и Л. Гуревича, роль матери Сардарбека в картине А. Карпова «Дорога в тысячу вёрст», а также эпизодическая роль в фильме Ш. Айманова «Безбородый обманщик».
В 1968 году вышла на экраны комедийная картина Ш. Айманова «Ангел в тюбетейке». В нём Амина Умурзакова сыграла роль матери по имени Тана, которая пытается выдать своего взрослого сына замуж, и весь фильм подыскивает ему невест. В этой роли примечательным является то, что актриса, будучи довольно молодой, сыграла героиню намного старше её самой по возрасту. Также, в отличие от предыдущих ролей Умурзаковой, отличавшихся трагизмом, в этом фильме Амина Ергожаевна предстала в роли комедийного персонажа. Картина была показана в кинотеатрах по всему Советскому Союзу, что принесло Умурзаковой широкую известность.

«…после фильма „Ангел в тюбетейке“ меня узнавали на улицах, бежали вслед…» — вспоминала Амина Умурзакова.
После фильма «Ангел в тюбетейке» Умурзакова сыграла ещё более чем в десяти фильмах. Яркой является сыгранная ею роль приёмной матери чернокожего мальчика в фильме «Мама Роза». Героиня актрисы — великовозрастная женщина, на которую неожиданно свалилась ответственность за воспитание маленького ребёнка. За сыгранную роль Амина Ергожаевна стала лауреатом кинофестиваля «Созвездие» за лучшую роль пожилого человека.
За свою карьеру Амина Умурзакова сыграла много различных ролей, но благодаря яркой игре в таких картинах, как «Сказ о матери», «Ангел в тюбетейке», «Храни свою звезду», «Мама Роза» и множестве других, где актриса сыграла матерей, Амина Умурзакова стала воплощением образа казахской матери.
В 1996 году актриса сыграла саму себя в дебютном фильме своего сына, режиссёра Таласа Умурзакова — «Амина».

### Роли в театре
Амина Умурзакова играла в театре с 1938 года и до тех пор, пока не ушла на пенсию. Первые театральные роли актрисы, которые она сыграла в Чимкентском драматическом театре, были в спектакле «Ночные раскаты» М. Ауэзова в роли Маржан, в пьесе Ф. Шиллера «Коварство и любовь» в роли Луизы, в роли Баян в «Козы-Корпеш и Баян-сулу» Г. М. Мусрепова, в роли Серальдины в пьесе «Слуга двух господ» К. Гольдони.
В Алма-Атинском театре для детей и юношества, куда Умурзакова устроилась в 1945 году, после пятилетней отлучки, она сыграла большинство своих театральных ролей. Наиболее известны её дебютная роль Джулии в шекспировском спектакле «Два веронца», а также Ашуры в «Тау кызы» Р. Гамзатова, Кашкадамовой в «Семье» И. Попова, Куралай в пьесе А. Тажибаева «Жартас», Наргуль в «Махаббат неге оянбады?» М. Хасенова, и многих других. Особенно примечательна сыгранная ею роль мальчика Шаули в спектакле «Ибрай Алтынсарин», которая, по мнению многих, показала многогранность Умурзаковой, как актрисы. За эту роль актриса получила премию на всесоюзном фестивале детских театров в Москве. Известна была её игра в пьесе С. Муканова «Молдир махаббат» в роли Калисы, в роли Казипы в постановке Ш. Хусаинова «Кун шуакта». Умурзакова также сыграла в таких постановках, как «Тайфун» Цао Юи, где она исполнила роль Чжой Фань-И, «Аке тагдыры» Б. Жакиева в роли девушки Бурыл. За свою карьеру Амина Умурзакова сыграла более ста ролей: мальчиков, животных, молодых девушек и старух.

### Фильмография
| Год  |   | Название                   | Роль                     |
| ---- | - | -------------------------- | ------------------------ |
| 1938 | ф | Комсомольск                | Имя персонажа не указано |
| 1938 | ф | Амангельды                 | Имя персонажа не указано |
| 1942 | ф | Песнь о великане           | Имя персонажа не указано |
| 1943 | ф | Белая роза                 | Имя персонажа не указано |
| 1945 | ф | Песни Абая                 | Ажар                     |
| 1953 | ф | Джамбул                    | Имя персонажа не указано |
| 1955 | ф | Девушка-джигит             | Имя персонажа не указано |
| 1956 | ф | Крылатый подарок           | учительница              |
| 1960 | ф | В одном районе             | Айша                     |
| 1963 | ф | И в шутку, и всерьёз       | Имя персонажа не указано |
| 1963 | ф | Сказ о матери              | Толгонай                 |
| 1965 | ф | Безбородый обманщик        | Имя персонажа не указано |
| 1966 | ф | Самая послушная            | Кюльсун                  |
| 1966 | ф | Мечта моя                  | Имя персонажа не указано |
| 1966 | ф | Земля отцов                | Имя персонажа не указано |
| 1968 | ф | Каждому своя дорога        | Бурульча                 |
| 1968 | ф | Дорога в тысячу вёрст      | мать Сардарбека          |
| 1968 | ф | Ангел в тюбетейке          | Тана                     |
| 1972 | ф | Под палящим солнцем        | Айша                     |
| 1972 | ф | Алые маки Иссык-Куля       | Кемпир                   |
| 1973 | ф | Самые красивые корабли     | Туар                     |
| 1975 | ф | Храни свою звезду          | мать                     |
| 1977 | ф | Соль и хлеб                | Байбише                  |
| 1980 | ф | Пора звенящего зноя        | Апашка                   |
| 1982 | ф | Белый шаман                | Екки                     |
| 1981 | ф | Провинциальный роман       | Родственница             |
| 1984 | ф | Бойся, враг, девятого сына | бабушка Еркенже          |
| 1986 | ф | Тройной прыжок «Пантеры»   | бабушка Асии             |
| 1990 | ф | Мама Роза                  | мать                     |
| 1996 | ф | Амина                      | Амина Умурзакова камео   |
| 1996 | ф | Шанхай                     | Имя персонажа не указано |

## Награды
В 1959 году награждена медалью «За трудовое отличие»
В 1964 году Амина Умурзакова стала Лауреатом Всесоюзного кинофестиваля в номинации «Призы актёрам» за лучшую женскую роль. В том же году получила Почётный диплом на Международном кинофестивале в Карловых Варах.
В 1967 году актриса получила Государственную премию Казахской ССР им. К. Байсеитовой за главную роль в фильме «Сказ о матери».
В 1969 году стала лауреатом премии смотра-соревнования киноискусства республик Средней Азии и Казахстана.
В 1993 году Умурзакова получила приз кинофестиваля «Созвездие» за лучшую роль пожилого человека в фильме «Мама Роза».
Кавалер орденов Трудового Красного Знамени и Отан.
В 2001 году стала лауреатом независимой премии Тарлан «За вклад» в номинации «Театр».

### Народная артистка СССР
Очень часто в сети Интернет можно встретить сведения о том, что Амина Умурзакова в 1966 году была удостоена звания Народный артист СССР, однако документальных подтверждений этому факту не найдено. Ни в одной советской энциклопедии, ни в справочнике «Народные артисты Советского Союза», составленном М. В. Музлевским и В. Л. Ивановым, не упоминается факт присвоения этого звания Умурзаковой.

## Память

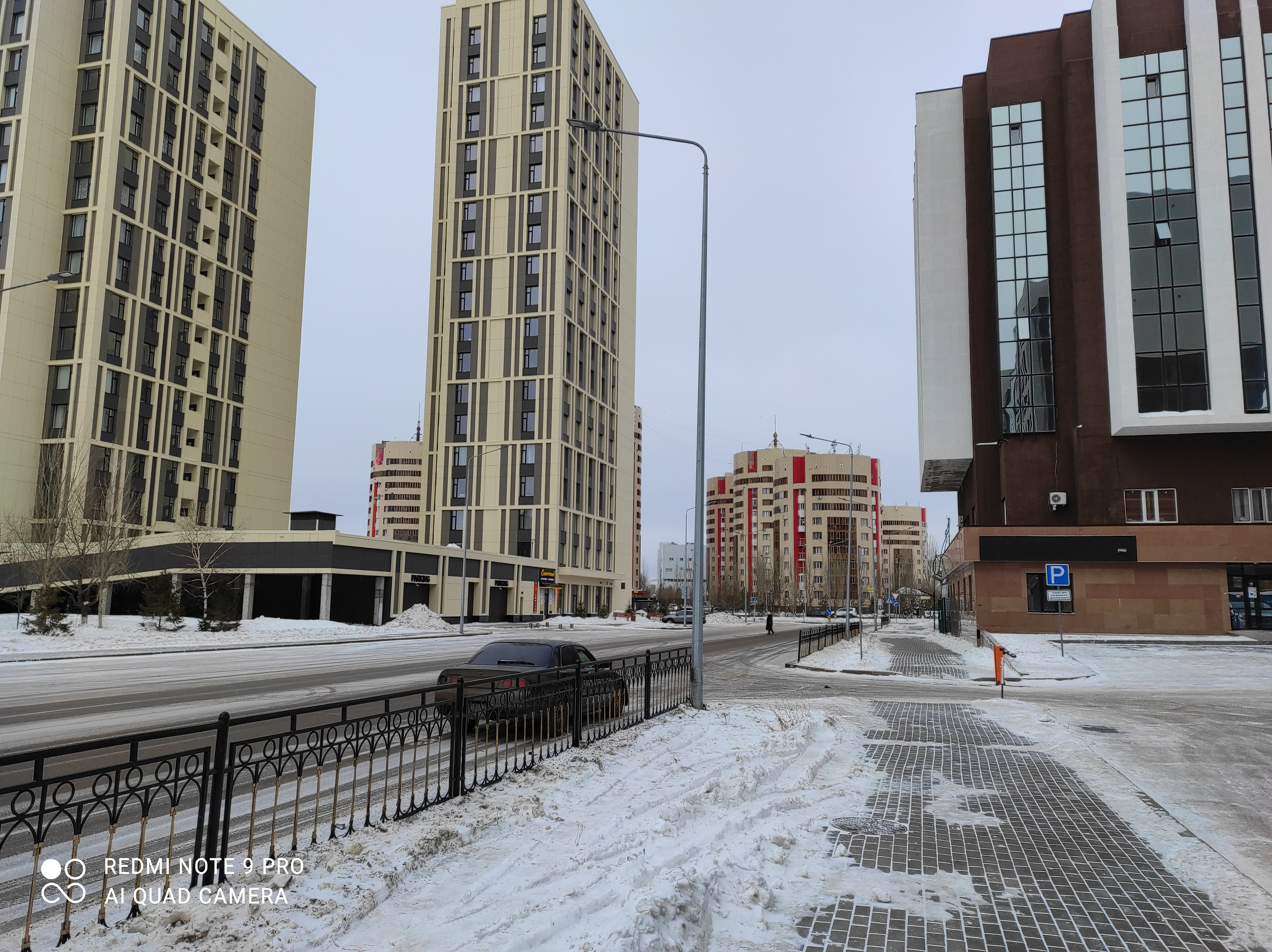
Улица имени Амины Умурзаковой в Астане

Именем Амины Умурзаковой названы улицы в городах Уральск, Алма-Ата и Астана.